# Puerto Sandino
Puerto Sandino är en hamn och en comarca med 2 407 invånare i kommunen Nagarote i västra Nicaragua. Hamnen är den näst största och viktigaste på Nicaraguas Stillahavskust, efter Corinto.

## Aktiviteter
Puerto Sandino har utmärkta surfingmöjligheter med fina vågor. För bad är det dock bättre att ta sig några kilometer söderut till badorterna Miramar eller El Velero.